# Sangiaccato di Karli Ili
Il sangiaccato di Karli Ili noto anche come sangiaccato di Carlelia, Carleli, Carli Ili o Karli Ali (in turco Karlıeli, in greco Κάρλελι?), era una suddivisione amministrativa ottomana (sangiaccato/sanjak o liva) che comprendeva la regione dell'Etolia-Acarnania, nella Grecia occidentale, dalla fine del XV secolo fino alla guerra d'indipendenza greca.
Il nome, che significa "Terra di Carlo", deriva dagli ultimi importanti sovrani cristiani della regione, Carlo I Tocco (r. 1386-1430) o da suo nipote e successore, Carlo II Tocco (r. 1430-1448).

## Conquista ottomana
All'inizio del XV secolo, Carlo I Tocco, il conte palatino di Cefalonia e Zante, divenne il sovrano della maggior parte della Grecia continentale occidentale (Etolia-Acarnania ed Epiro). Dopo la sua morte nel 1429/30, gli ottomani conquistarono la gran parte dell'Epiro, lasciando il nipote Carlo II Tocco a governare un regno troncato come vassallo ottomano. Quando anch'egli morì nel 1448, il suo erede Leonardo III Tocco tentò di cercare la protezione veneziana, un atto che portò gli ottomani ad avviare l'occupazione dei restanti territori della terraferma, conquistando Arta nel 1449.
I Tocco resistettero nella loro capitale meridionale, Angelocastro, fino al 1460. Dopo la caduta di quest'ultima, solo Vonitsa rimase nelle mani dei Tocco sulla terraferma, ma la pressione si attenuò quando gli ottomani furono impegnati dalla guerra ottomano-veneziana del 1463-1479. Immediatamente dopo la sua conclusione, una flotta ottomana sotto Gedik Ahmed Pascià conquistò i resti del principato di Tocco, anche se Cefalonia e Zante furono nuovamente perse nel 1481. L'ultimo avamposto cristiano sulla terraferma, Lepanto (nome greco di Nafpaktos), colonia veneziana dal 1407, fu conquistata dagli ottomani nel 1499.

## Storia e organizzazione provinciale
Gli ex territori dei Tocco si formarono come unità amministrativa (sangiaccato o sanjak) di Karli Ili tra il 1475 e il 1489, all'inizio come parte dell'Eyalet della Rumelia, e successivamente, probabilmente intorno al 1550, sotto l'Eyalet dell'Arcipelago, una provincia istituita nel 1533 e subordinata al capo ammiraglio della marina ottomana, il Capitan pascià.
I geografi del XVII secolo Hajji Khalifa ed Evliya Çelebi registrarono che la provincia comprendeva sei kaza ("distretti"): Santa Maura (Lefkada), Vonitsa, Angelocastro (in tr. Enkili-Kastri ), Xiromero (in tr. Eksemere ), Valtos (in tr. Alto ), e Vrachori (in tr. Imrahor ). Hajji Khalifa aggiunge anche Preveza, ma ciò è probabilmente un errore, dal momento che l'isola non è menzionata da Evliya.  In termini di distribuzione terriera, nel 1534, Karli Ili è registrato come avente sei ziamet e 124 timar, mentre al momento della sua scrittura (1656) Hajji Khalifa menziona 11 ziamet e 119 timar, con la terra assegnata al governatore (chiamata hass) che produceva un fatturato di 264.000 akçe. La sede del governatore o sanjak-bey fu Angelocastro fino alla fine del XVII secolo, quando fu devastata dai veneziani durante la guerra di Morea. La capitale fu poi trasferita nella vicina Vrachori, che Evliya descrisse come una prospera città di 300 case durante la sua visita nel 1688.
Santa Maura e Vonitsa furono conquistate dai veneziani nel 1684, durante le prime fasi della Guerra di Morea, e furono cedute con il trattato di Carlowitz nel 1699.  All'incirca nello stesso periodo, Missolungi e Anatolikon furono ufficiosamente staccate dalla kaza di Angelocastro e divennero un voevodalik separato. Inoltre, da allora il sangiaccato nel suo insieme iniziò a essere concesso come indennità ad altri governatori provinciali o figure della corte imperiale. Di conseguenza, dall'inizio del XVIII secolo in poi, Karli-Ili era governato da un mutesellim piuttosto che da un sanjak-bey.
Dal 1788, l'ambizioso sovrano albanese semi-indipendente di Giannina, Ali Pasha, bramava Karli Ili e tentò di ottenere il suo controllo intervenendo nel suo governo. Alla fine, nell'ottobre 1798 invase la provincia, costringendo i suoi mutesellim a rifugiarsi nella cittadella di Vonitsa. Il governo ottomano reagì concedendo tutto il sangiaccato di Karli Ili (ad eccezione del voevodalik di Missolungi) come hass personale a Mihrişah Valide Sultan, la madre del sultano Selim III (r. 1789-1809). Dal 1799 fino al 1805, la provincia fu amministrata da Yusuf Agha, un cugino del tesoriere della Valide Sultan ma nel 1806, probabilmente a causa della morte del Mihrişah l'anno prima, Ali Pasha riuscì a ottenere il controllo di Karli Ili, che mantenne fino a quando il governo ottomano si rivoltò contro di lui nel 1820. Poco dopo, la regione partecipò alla guerra d'indipendenza greca, con la città di Missolungi che svolse un ruolo cruciale nella lotta per la libertà dei greci (cf. Assedio di Missolungi). L'intera regione di Karli Ili divenne parte della Grecia quando fu riconosciuta come regno indipendente.